# بيل تايلور (لاعب كرة قاعدة)
بيل تايلور (بالإنجليزية: Bill Taylor)‏ هو لاعب كرة قاعدة أمريكي، ولد في 30 ديسمبر 1929 في ألهامبرا في الولايات المتحدة، وتوفي في 15 سبتمبر 2011 في أنتلوب فالي في الولايات المتحدة.